# La Parada, Guanajuato
La Parada är en ort i Mexiko.   Den ligger i kommunen Tarandacuao och delstaten Guanajuato, i den södra delen av landet, 160 km väster om huvudstaden Mexico City. La Parada ligger 2 280 meter över havet och antalet invånare är 101.
Terrängen runt La Parada är huvudsakligen kuperad, men åt nordost är den platt. Runt La Parada är det ganska tätbefolkat, med 100 invånare per kvadratkilometer. Närmaste större samhälle är Acámbaro, 16,3 km väster om La Parada. I omgivningarna runt La Parada växer huvudsakligen savannskog.